# Otto Herschmann
Otto Herschmann (4. ledna 1877 Vídeň – 14. června 1942 Izbica) byl rakouský právník, sportovec a sportovní funkcionář. V letech 1912 až 1914 byl předsedou Rakouského olympijského výboru a v letech 1914 až 1933 předsedou Rakouské plavecké federace.
Na prvních novodobých Letních olympijských hrách 1896 v Athénách získal v plaveckém závodě na 100 metrů volným způsobem stříbrnou medaili. Na Athénských olympijských mezihrách v roce 1906 startoval v šermu šavlí a vypadl v prvním kole. Jako člen rakouského družstva šavlistů obsadil druhé místo na Letních olympijských hrách 1912 ve Stockholmu. Je tak jediným předsedou národního olympijského výboru, který získal během svého působení ve funkci medaili jako aktivní sportovec.
Po anšlusu byl pro svůj židovský původ vyloučen z advokátní komory a v roce 1942 byl deportován na východ. Zahynul v izbickém ghettu.
V roce 1989 byl uveden do Mezinárodní síni slávy židovského sportu. V roce 2001 po něm byla pojmenována ulice Otto-Herschmann-Gasse ve vídeňském Simmeringu.